# Ujong Tanoh Darat
Ujong Tanoh Darat is een bestuurslaag in het regentschap Aceh Barat van de provincie Atjeh, Indonesië. Ujong Tanoh Darat telt 3141 inwoners (volkstelling 2010).